# سیارک ۷۹۴۱۹
سیارک ۷۹۴۱۹ (به انگلیسی: 79419 Gaolu، نامگذاری:1997MZ)۷۹۴۱۹مین سیارک کشف شده‌است که در ۲۶ ژوئن ۱۹۹۷ کشف شد.